# Jane Eyre (personaje)
Para otros usos de este término, véase Jane Eyre (desambiguación).

Jane Eyre es la heroína ficticia de la novela de 1847 de Charlotte Brontë del mismo nombre. 
Al comienzo de la novela, Jane es una niña huérfana de 10 años que vive junto a su rica tía y sus tres primos con los que no mantiene una buena relación. Es por ello que su tía, que no la quiere tener en su casa, la envía a estudiar a una escuela donde aprende el oficio de institutriz. Jane consigue graduarse e incluso trabajar durante unos años en la institución. Pero, con el paso del tiempo y deseosa de vivir nuevas experiencias encuentra trabajo como institutriz en una casa. Allí conoce al señor Rochester, su patrón.
Jane siempre se mantiene fiel a su fe cristiana y a sus principios. Su autora, Charlotte Brontë, creó a Jane, de forma deliberada, como una figura poco glamurosa en contraste con las heroínas convencionales de ficción de la época. Charlotte le contó a su primera biógrafa, Elizabeth Gaskell, que había estado en desacuerdo con sus hermanas Emily y Anne cuando defendían que las protagonistas siempre tenían que ser bellas y finas. Ella respondió: "Os mostraré una heroína tan normal y bajita como yo, pero que será tan interesante como cualquiera de las vuestras. Es por ello que el personaje de Jane Eyre ha conservado una fuerte influencia en la literatura, especialmente en la literatura romántica y feminista.

## Argumento
Jane Eyre es una huérfana de 10 años de edad que vive junto a su tía, la sra. Reed, y sus tres primos en Gateshead Hill. La relación de Jane con sus familiares no es buena ya que la consideran una niña soberbia, desobediente e insolente. La sr. Reed solo mantiene a Jane porque este fue el último deseo de su difunto marido, el tío materno de Jane.
La sra. Reed detesta a Jane y permite que su hijo John atormente a la niña. Incluso los sirvientes están constantemente recordándole que ella es pobre y no vale nada. Después de un fuerte enfrentamiento con su primo la castigan encerrándola en "el cuarto rojo", la habitación donde murió su tío, y ella tiene un ataque de histeria cuando piensa que su fantasma se aparece. Después de esto, nadie sabe qué hacer con ella, así que se la llevan a un internado religioso para huérfanos: la Institución Lowood Lowood, una institución benéfica para niñas huérfanas dirigida por el sr. Brocklehurst, donde las estudiantes viven en la más auténtica austeridad. El afán del señor Brocklehurst, el tesorero, de convertir a las niñas en mujeres «resistentes, pacientes y abnegadas» justifica para él el hambre y el frío que sufren en el lugar. Sin embargo, la superintendente de la institución, la señorita Temple, es una joven inteligente y amable, quien aprecia a Jane. Esta pronto hace amistades, como Helen Burns, una niña que fallece de tuberculosis, pero le deja una huella imborrable de estoicismo y fe cristiana. Cuando una epidemia de tifus arrasa con las alumnas, se introducen mejoras a la calidad de vida del lugar, en el que Jane llega a pasar ocho años, seis como estudiante y dos como maestra. En Lowood, Jane está desesperada por ser amada y aceptada, gracias a  su amiga Helen Burns aprende a ser más paciente y buscar consuelo en la oración y en su propia conciencia. Pese a todo, Jane consiguió salir adelante, graduarse y enseñar un tiempo en la institución. Con el tiempo, Jane decide que es hora de conocer otros lugares y busca trabajo como institutriz. Jane es contratada en Thornfield Hall para cuidar a una huérfana solitaria, Adèle Varens. 
Una mañana,  Jane sale a caminar y se encuentra con un hombre misterioso que resbala de su caballo y cae: este es el Sr. Rochester. Jane y Rochester se interesan de inmediato el uno por el otro. Ella está fascinada por su aspecto tosco, escarpado y oscuro, así como por sus abruptos, casi rudos modales, que cree que son más fáciles de manejar que la cortesía. Él está muy interesado en descubrir cómo es Jane, comparándola con un duende de oro o un elfo. Él admira su fuerza y su terquedad inusuales.
Cuando el sr. Rochester le pide matrimonio ella acepta feliz la proposición pero no tardará en descubrir que él es un hombre casado y que su mujer reside en el ático de Thornfield. Ella es Bertha Mason quien intentó quemar a Rochester hasta la muerte en su cama, apuñaló y mordió a su propio hermano (Richard Mason), y que ha estado haciendo otras cosas espeluznantes por la noche. Rochester fue engañado para casarse con Bertha hace quince años en Jamaica por su padre, que quería que se casara por dinero y no le dijo que la locura corría en la familia de Bertha.
Rochester le pide que le perdone y que consienta en ser su esposa pero Jane no puede aceptarlo y huye de Thornfield sin apenas llevarse dinero. Esto la obliga a mendigar. Al no tener dinero, casi muere de hambre antes de ser acogida por la familia Rivers, que vive en Moor House, cerca de un pueblo llamado Morton. Los hermanos de Rivers - Diana, Mary y St. John, tienen la edad de Jane y están bien educados, pero son algo pobres. Permiten que Jane Elliott, como se hace llamar para que no puedan encontrarla, se quede en su casa. 
En Morton descubre que aquellos que le han salvado la vida son sus familiares y gracias a St John se convierte en  profesora de algunas jóvenes aldeanas. St. John, quien es un misionero muy intenso, quiere ser más que el primo de Jane,  admira la ética laboral de Jane y le pide que se case con él. Pero Jane no quiere casarse sin amor y se da cuenta de que solo puede ser feliz al lado del sr. Rochester. 
Jane vuelve a Thornfield Hall y descubre que el sr. Rochester ya no vive allí. Después que ella se marchará Bertha prendió fuego a la casa una noche y se quemó totalmente. Rochester rescató a todos sus sirvientes e intentó salvar a Bertha también, pero ella se suicidó y él quedó lesionado. Ahora Rochester ha perdido un ojo y una mano, y ha quedado ciego del ojo que le queda.
Jane va donde está el sr. Rochester y ofrece cuidarlo como su enfermera o ama llaves. Finalmente, Jane y el sr. Rochester se acaban casando en una íntima ceremonia y con el tiempo y la ayuda de varios especialistas el sr. Rochester va recuperando la visión, lo suficiente como para ver a su primogénito. Ambos, al final deciden adoptar a Adèle Varens.

## Apariencia física

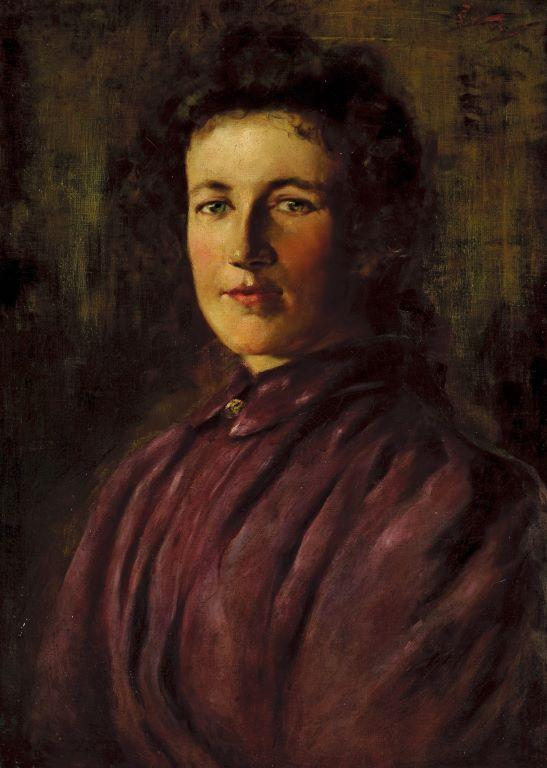
Retrato de Jane Eyre

La primera aparición de Jane tiene lugar cuando era una niña de 10 años que vivía junto a su tía y sus primos. Jane es descrita como una niña de aspecto frágil y débil pero gracias al sufrimiento vivido en las casa de los Reed se vuelve una mujer con más personalidad y con mayor fuerza de voluntad.
Jane se describe a sí misma como una joven “pobre, simple y oscura”, poco agraciada respecto a las jóvenes de la época.  En cambio, el sr Rochester la describe como una pequeña hada o un duendecillo:
"Cuando la encontré anoche en el camino me pareció uno de esos seres fantásticos que figuran en los cuentos y temí que me hubiera embrujado el caballo. Aún no estoy seguro de lo contrario..." "Te estás burlando de mí, hadita mía. Me haces sentirme como si no hubieran pasado estos doce meses."
Se ha dicho que Charlotte Brontë pudo haber creado el personaje de Jane Eyre como un medio para llegar a un acuerdo con los elementos de su propia vida. Según todos los informes, la "vida hogareña" de Brontë fue difícil. Se dice que la escuela de Jane, Lowood, se basa en la Escuela de Hijas del Clero en Cowan Bridge, donde murieron dos de las hermanas de Brontë, Maria y Elizabeth. Brontë declaró: "Te mostraré una heroína tan simple y pequeña como yo", en lo que respecta a la creación de Jane Eyre.
Cuando tenía veinte años, Brontë le escribió a Robert Southey por sus pensamientos sobre la escritura. "La literatura no puede ser el negocio de la vida de una mujer, y no debería serlo", dijo. Cuando Jane Eyre se publicó unos diez años después, supuestamente fue escrita por Jane, y se llamaba Jane Eyre: An Autobiography, con Currer Bell (Brontë) simplemente como editor. Y, sin embargo, Brontë todavía publicó como Currer Bell, un hombre.

## Evolución psicológica
El desarrollo psicológico de Jane Eyre es un elemento central en la novela. Desde el principio Jane posee un gran sentido de la justicia y la dignidad, un compromiso con sus principios, una confianza en Dios y una disposición apasionada.
Al quedarse huérfana muy pronto, Jane siente que no pertenece a ningún lugar y el trato que recibe por parte de sus familiares sólo acrecienta su sentimiento de soledad que intenta mitigar con la lectura, su gran pasatiempo. Se ha sugerido que al menos parte del atractivo de Jane Eyre proviene de la realización de fantasías y deseos comunes. Según esta teoría, sentimos que somos huérfanos, que la familia con la que vivimos no es nuestra familia real; queremos castigar a los padres (y otras figuras de autoridad) que frustraron los deseos de la infancia diciéndonos "no"; deseamos riqueza y el compañero perfecto.
Gracias a su pasión por la lectura, Jane se vuelve una niña muy imaginativa. En el transcurso de la novela observamos como Jane aprende a controlar su imaginación, que puede tomar la forma de superstición, como cuando estuvo encerrada en la Habitación Roja a causa de un castigo de la tía Reed. Jane se vuelve más racional y pragmática.
Otra cuestión clave es la necesidad de amor de Jane que, huérfana desde niña, ha vivido los desprecios de su familia. Ella busca ser querida allá donde vaya, tanto en Lowood, a través de las profesoras y las alumnas, en Thornfield, a través del sr. Rochester o, más tarde, en casa de sus primos. La necesidad de amor de Jane es tan grande que según Charles Burkhart, “el amor es una religión en Jane Eyre.
La religión en Jane Eyre la vemos representada a lo largo de la novela de diferentes formas. Jane lucha por encontrar el equilibrio correcto entre el deber moral y el placer terrenal. Ella se encuentra con tres figuras religiosas principales. Primeramente, el sr. Brocklehurst, que ilustra las peligrosas e hipócritas acciones que Brontë percibió en el movimiento evangélico. Mientras que él era un hombre muy rico sus alumnas de Lowood estaban sometidas a privaciones y humillaciones. Más tarde, Jane conoce a Helen Burns, su primera amiga en Lowood y por la que Jane siente una gran admiración y amor. Helen le enseñó tanto trabajos de la escuela como moral cristiana pero Jane tampoco fue capaz de adoptar su fe puesto que era demasiado pasiva. Y, por último, St John Rivers, primo de Jane que le ofrece otro modelo de cristianismo. Él es una persona ambiciosa y devota de su fe. St John insta a sacrificar sus actos emocionales por el cumplimiento de su deber moral.
A lo largo de la novela la evolución de Jane es notable. Brontë crea a Jane Eyre desde una ideología puritana en el más puro sentido del concepto (importancia del trabajo y sacrificio personal, la austeridad absoluta y un código ético-moral rígido y exhaustivo). Sin embargo, Jane se muestra siempre como una persona independiente, autónoma que toma las riendas de su vida, intentado ser fiel a sus principios morales. Esto podemos verlo en el momento que se da cuenta de que Rochester está casado y quiere tomarla como esposa, ella pese a estar profundamente enamorada de él, e incluso plantearse ser su mujer, decide abandonarle puesto que jamás podrá ser su amante.
La crítica se refiere a Jane Eyre como la primera Bildungsroman femenina, y en ese sentido se eleva a Jane a la categoría de los personajes masculinos clásicos de la Bildungsroman. Además, el personaje de Jane Eyre es adecuado para estudiar la construcción de género de la época victoriana.

## Contexto histórico y cultural
La era victoriana en la que Charlotte Brontë escribió su novela, Jane Eyre, proporciona el marco cultural en el que se desarrolló la narrativa. El complejo papel de la mujer en la sociedad victoriana se destaca por la exploración de Brontë de las convenciones apropiadas de las relaciones de género en conjunto con la clase económica, el matrimonio y el estatus social. La mujer, como objeto dependiente de la capacidad económica y social de un hombre, define en gran medida el contrato matrimonial como una institución de reproducción y moralidad. Esta imagen de la Inglaterra victoriana es desafiada por la representación de Brontë de la relación de Eyre con Rochester, como una que no está motivada por la obligación calculada de alcanzar un estatus social deseable, sino más bien por una elección autónoma hecha por una mujer para casarse por amor.
Jane Eyre ha sido descrita por el historiador David Hackett Fischer como evocador de un entorno cultural y geográfico de las Midlands del Norte de Inglaterra que a mediados del siglo XVII había producido la Sociedad Religiosa de los Amigos, una secta religiosa protestante. Muchos miembros de esta secta emigraron a América del Norte y se asentaron en el valle de Delaware a fines del siglo XVII y principios del siglo XVIII. Esta área geográfica había contenido durante muchos siglos a una población significativa de descendientes escandinavos que fueron oprimidos y resistieron la conquista normanda basada en el catolicismo francés (la característica gótica en Jane Eyre, representada por Edward Rochester) y se mantuvo distinta de la anglosajona una cultura sajona que produjo la secta puritana (la característica evangélica calvinista en Jane Eyre, cuyas variantes están representadas por Brocklehurst y St. John).

## Adaptación cinematográfica
Jane Eyre ha sido un clásico de la literatura y se ha llevado recurrentemente a la gran pantalla, desde los años del cine mudo con Woman and Wife (1918) de Edward José a la actualidad. La pregunta es, ¿por qué otra “Jane Eyre”? La respuesta más simple es que las películas se rehacen todo el tiempo, y los grandes novelistas del siglo XIX, especialmente Austen y las hermanas Brontë, han demostrado ser un recurso inagotable y casi infalible. Douglas McGrath  escribió recientemente en un mensaje de correo electrónico: "Parte del atractivo es que el lenguaje todavía tiene una fraseología rica, a veces poética, de que una película moderna tiene dificultades para combinar".
Ciertos momentos ocurren una y otra vez: el taburete en Lowood, el miserable internado para huérfanos; Rochester patinando y cayendo de su caballo; los gritos de la noche, la cámara de la cama en llamas; Jane corriendo por el campo árido; la voz que la llamaba a través de los páramos. Y siempre termina de la misma manera: se casa con él, por supuesto, aunque en la película Rochester rara vez es la criatura lastimosa y dañada que demuestra estar en el libro, donde pierde un ojo y una mano.

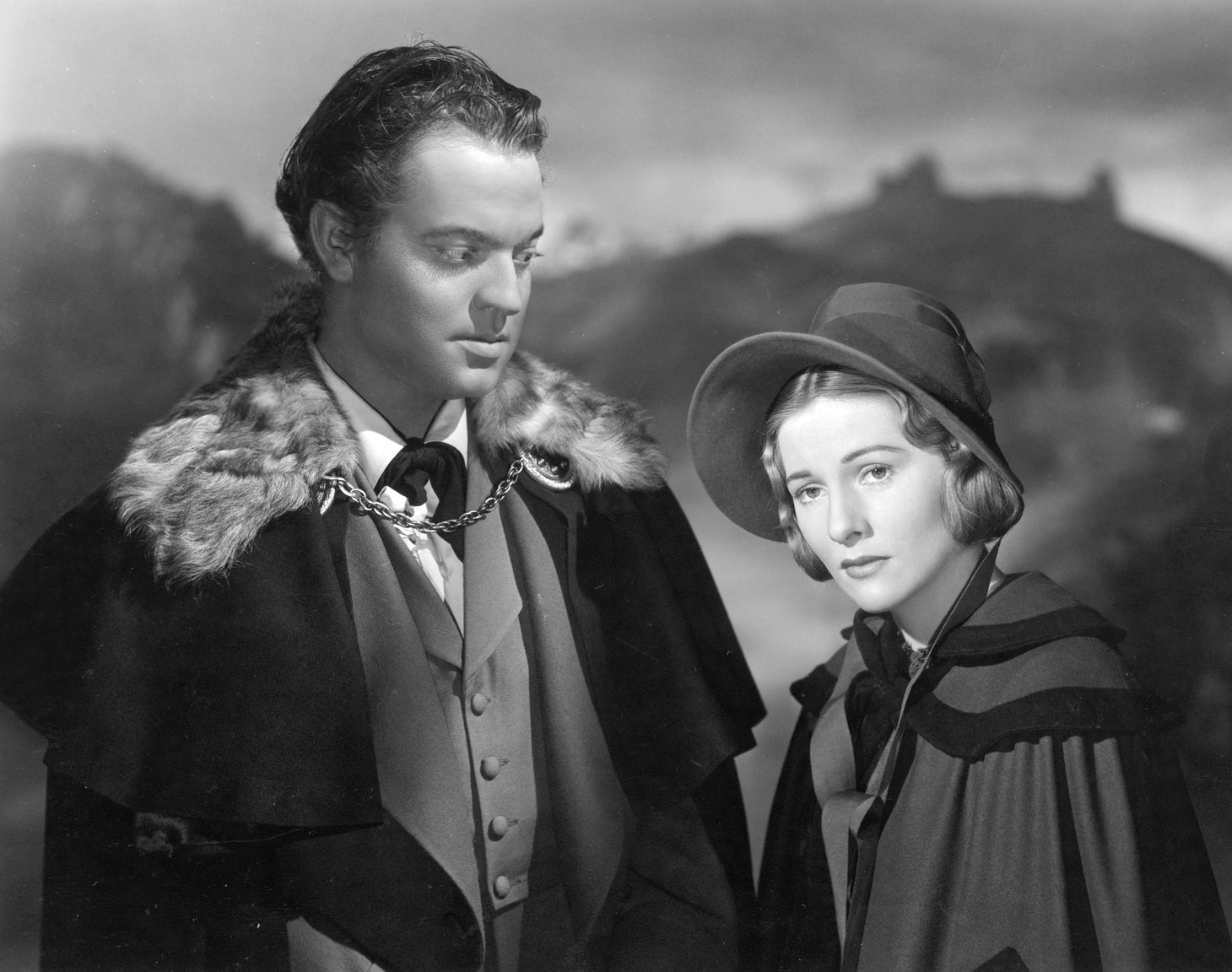
Imagen del film Alma Rebelde (1944) interpretada por Orson Welles y Joan Fontaine

### Alma rebelde (1944)
Artículo principal Jane Eyre (película de 1944)
Alma Rebelde (1944) es la adaptación cinematográfica de Jane Eyre, hecha por 20th Century Fox y dirigida por Robert Stevenson. La película está protagonizada por Orson Welles (Sr. Rochester) y Joan Fontaine (Jane Eyre). 
La elección de Joan Fontaine para encarnar a Jane Eyre no podía ser más acertada y evidente. Fontaine había logrado hacerse famosa gracias a su papel protagonista en la obra maestra Rebeca (1940) de Hitchcock, en la cual encarnaba a un personaje idéntico al de la novela de Charlotte Brontë: una joven huérfana e insegura que se acaba enamorando de un misterioso noble.
El film goza de una muy buena dirección en que destaca la puesta en escena sobre todo en lo que concierne la mansión de Mr. Rochester, con esa tenebrosa niebla y esos interiores oscuros y misteriosos que enfatizan la idea de que hay algo oculto tras esos muros. En lo que se refiere al tenebroso personaje de la esposa oculta de Mr. Rochester, está tratado quizás de forma algo grotesca con esas risas siniestras típicas de locos de películas de terror.

### Jane Eyre (1996)
Artículo principal Jane Eyre (película de 1996)
Jane Eyre (1996) es la adaptación cinematográfica dirigida por Franco Zeffirelli. Charlotte Gainsbourg interpreta a Jane Eyre y William Hurt se encarga del papel del sr. Rochester.
Zeffirelli crea un espacio frío y gris ya que el mundo de Jane Eyre debe parecer un lugar ominoso y prohibitivo, acusado de sexualidad implícita. La película crea la atmósfesa visual correcta, de sombras profundas e interiores sombríos; el cinematógrafo, David Watkin, convierte Thornfield Hall en un lugar donde el dormitorio de Jane es soleado y brillante, pero los espacios controlados por el sr. Rochester son ominosos.
La crítica ha comentado el papel del reparto. "No es que la naturalidad narrativa o la fantástica localización de la casa señorial de Haddon Hall sean aspectos menos relevantes, pero gran parte de la delicia del filme proviene de las interpretaciones de Gainsbourg como la protagonista." En cambio, el New York Times dijo de Hurt que "estaba vergonzoso e inapropiado en el papel de Rochester, más cercana a un afable excéntrico que a un melancólico héroe byroniano".

### Jane Eyre (2011)
Artículo principal Jane Eyre (película de 2011)
Jane Eyre (2011) es la adaptación cinematográfica dirigida por Cary Fukunaga y interpretada por Mia Wasikowska y Michael Fassbender. 
La novedad y el éxito de esta adaptación residen en el hecho de que la estructura del filme sea completamente diferente a las demás. Hasta la fecha, todas las adaptaciones han omitido la parte en la que Jane huye de Thornfield Hall y en la que aparecen nuevos personajes vitales. El film empieza cuando huye de Thornfield y vemos en retrospectiva la infancia de Jane, su estancia en la escuela, como llega a Thornfield y como se enamora del sr. Rochester.
La película (igual que las anteriores) insiste en la complicada vida de Jane tanto en casa de sus parientes como en Lowood. Pese a todo, a través del personaje de Jane podemos conocer la lengua de la época, la necesidad de autorrealización de la protagonista y la búsqueda de la identidad que persigue al personaje principal durante la novela. También se distinguen las clases sociales, a través de los parientes ricos de Jane o del propio sr. Rochester que pertenecen a una clase social superior a la de Jane, una simple institutriz.

### Otras adaptaciones
| Título                   | Año  | Director         | Actores principales                  |
| ------------------------ | ---- | ---------------- | ------------------------------------ |
| Woman and Wife           | 1918 | Edward José      | Alice Brady y Elliott Dexter         |
| Jane Eyre                | 1921 | Hugo Ballin      | Mabel Ballin y Norman Trevor         |
| Jane Eyre                | 1934 | Christy Cabanne  | Virginia Bruce y Colin Clive         |
| Alma Rebelde             | 1944 | Robert Stevenson | Joan Fontaine y Orson Welles         |
| Sangdil (versión hindi)  | 1952 | R. C Talwar      | Madhubala y Dilip Kumar              |
| Mei Gu (The Orphan Girl) | 1956 | Campbell Logan   | Chun Yen y Dai Lin                   |
| Jane Eyre                | 1970 | Delbert Man      | Susannah York y George C.Scott       |
| Jane Eyre (TV)           | 1973 | Joan Craft       | Sorcha Cusack y Michael Jayston      |
| Jane Eyre (miniserie)    | 1983 | Jualian Amyes    | Zelah Clarke y Timothy Dalton        |
| Jane Eyre                | 1996 | Fanco Zeffirelli | Charllotte Gainsbourg y William Hurt |
| Jane Eyre                | 1997 | Robert Young     | Samantha Morton y Ciaran Hinds       |
| Jane Eyre (miniserie)    | 2006 | Susanna White    | Ruth Wilson y Toby Stephens          |
| Jane Eyre                | 2011 | Cary Fukunaga    | Mia Wasikowska y Michael Fassbender  |